# Sheldon (hrabstwo Rusk)
Sheldon – wieś w Stanach Zjednoczonych, w stanie Wisconsin, w hrabstwie Rusk.